# Risto Aaltonen
Risto Kalevi Aaltonen (16 tháng 3 năm 1939 - 8 tháng 3 năm 2021) là một diễn viên người Phần Lan.
Aaltonen sinh ra ở Helsinki. Ông được biết đến ở Phần Lan với vai Kalle trong loạt phim Hanski những năm 60 và vai xã hội đen trong bộ phim hài Leikkikalugangsteri năm 1969. Trong những năm 1960 và 1970, ông cũng đã từng làm một số công việc với tư cách là đạo diễn phim và sân khấu. Trên sân khấu, một trong những vai diễn đáng nhớ của ông là Zhdanov trong Master Class của David Pownall, bộ phim được trình diễn hơn 200 lần tại Nhà hát Quốc gia Phần Lan vào cuối những năm 1980.

## Sự nghiệp điện ảnh

### Phim
| Năm  | Phim                                | Vai                                    |
| ---- | ----------------------------------- | -------------------------------------- |
| 1962 | Vaarallista vapautta                | Saarinen                               |
| 1967 | Ihmisiä elämän pohjalla             | Vaska Pepel                            |
| 1968 | Vihreä leski                        | Pentti Lehmusto                        |
| 1969 | Leikkikalugangsteri                 | gangsteripäällikkö Niitti              |
| 1970 | Pilvilinna                          | liikemies autossa                      |
| 1979 | Ruskan jälkeen                      | Kosti Mäkinen                          |
| 1981 | Kiljusen herrasväki                 | hotellin portieeri                     |
| 1982 | Uuno Turhapuro menettää muistinsa   | Alkon myyjä                            |
| 1983 | Rikos ja rangaistus                 | maalari                                |
| 1984 | Eläköön itsemurhaaja!               | Viktor Viktorovitsh                    |
| 1985 | Hei kliffa hei                      | jymäytettävä taksikuski                |
| 1986 | Uuno Turhapuro muuttaa maalle       | psykiatri                              |
| 1987 | Jäähyväiset presidentille           | Mertasen auton pysäyttävä poliisi      |
| 1988 | Tupla-Uuno                          | gangsteri Seksström                    |
| 1990 | Vääpeli Körmy ja marsalkan sauva    | lääkäri kuulontarkastuksessa           |
| 1991 | Kuutamosonaatti 2: Kadunlakaisijat  | manageri                               |
| 1994 | Vääpeli Körmy - taisteluni          | kenraali Ribberg                       |
| 1994 | Uuno Turhapuron veli                | Tarmon anopin yhtiön johtokunnan jäsen |
| 1994 | Kaikki pelissä                      | patologi Rautonen                      |
| 1996 | Sergein totuus                      | Helminen                               |
| 1997 | Siivoton juttu                      |                                        |
| 1998 | Poliisin poika                      | kauppias                               |
| 1998 | Johtaja Uuno Turhapuro – pisnismies | 1. venäläinen gangsteri                |
| 2000 | Hurmaava joukkoitsemurha            | poliisijohtaja Sakari Urpela           |
| 2001 | Emmauksen tiellä                    | Paakkila                               |
| 2004 | Keisarikunta                        | Bering                                 |
| 2005 | Lupaus                              | kirkkoherra Tuusulassa                 |
| 2006 | Rock'n Roll Never Dies              | Ammattikoulun opettaja                 |
| 2007 | V2 - Jäätynyt enkeli                | Edwin Hopea                            |
| 2011 | Syvälle salattu                     | Lantto                                 |

### TV
| Năm       | Series                     | Vai                 |
| --------- | -------------------------- | ------------------- |
| 1963      | Pesänrakentajat            | Martti              |
| 1965      | Taivaan ja talojen välillä | Dave Riley          |
| 1966      | Rahkeiset                  | Matti Koivulahti    |
| 1966–1973 | Hanski                     | Kalle               |
| 1976–1978 | Koivuharju                 | Erkki Ahoranta      |
| 2000      | Raid                       | liikemies Hallvik   |
| 2004      | Kotikatu                   | Rekku Kaakko        |
| 2004      | Pelkovaara                 | Pentti Reunanen     |
| 2005      | Presidentit                | P. E. Svinhufvud    |
| 2006      | Bodomin legenda            | Santeri Hallanheimo |
| 2009      | Lopun alku                 | Kairamo             |

### Lồng tiếng
| Năm       | Series                         | Vai                 |
| --------- | ------------------------------ | ------------------- |
| 1980      | Popeye                         | additional voices   |
| 1984      | Sherlock Hound                 | Captain Raythunder  |
| 1987–1990 | DuckTales                      | Flintheart Glomgold |
| 1988–1989 | Janoschs Traumstunde           |                     |
| 1989      | Asterix and the Big Fight      | Propelix            |
| 1993      | We're Back! A Dinosaur's Story | Rex                 |
| 2002      | Treasure Planet                | người dẫn truyện    |
| 2005      | Kronk's New Groove             |                     |
| 2011      | The Smurfs                     | Papa Smurf          |